# Barrage Mokhtar Soussi
Le barrage Mokhtar Soussi est situé sur la commune rurale d'Aouzioua (100 km à l'est de Taroudant au Maroc).
Il a une capacité de 50 millions de m³, et est destiné à la production d'agrumes par l'irrigation de plus de 10 000 hectares sur Sebt El Guerdane et Ouled Teima[réf. nécessaire].

## Présentation
Mis en service en 2001, après 72 mois de travaux, sur le cours d'eau Aouzioua, il a une hauteur sur fondation de 62 m et est de type enrochement à masque amont en béton.